# Southend-on-Sea
Southend-on-Sea est une station balnéaire située dans le comté de l'Essex (est de l'Angleterre).
La ville est située sur l'estuaire de la Tamise, à 65 km du centre de Londres. Sa population est estimée à 182 000 habitants.

## Arts et culture

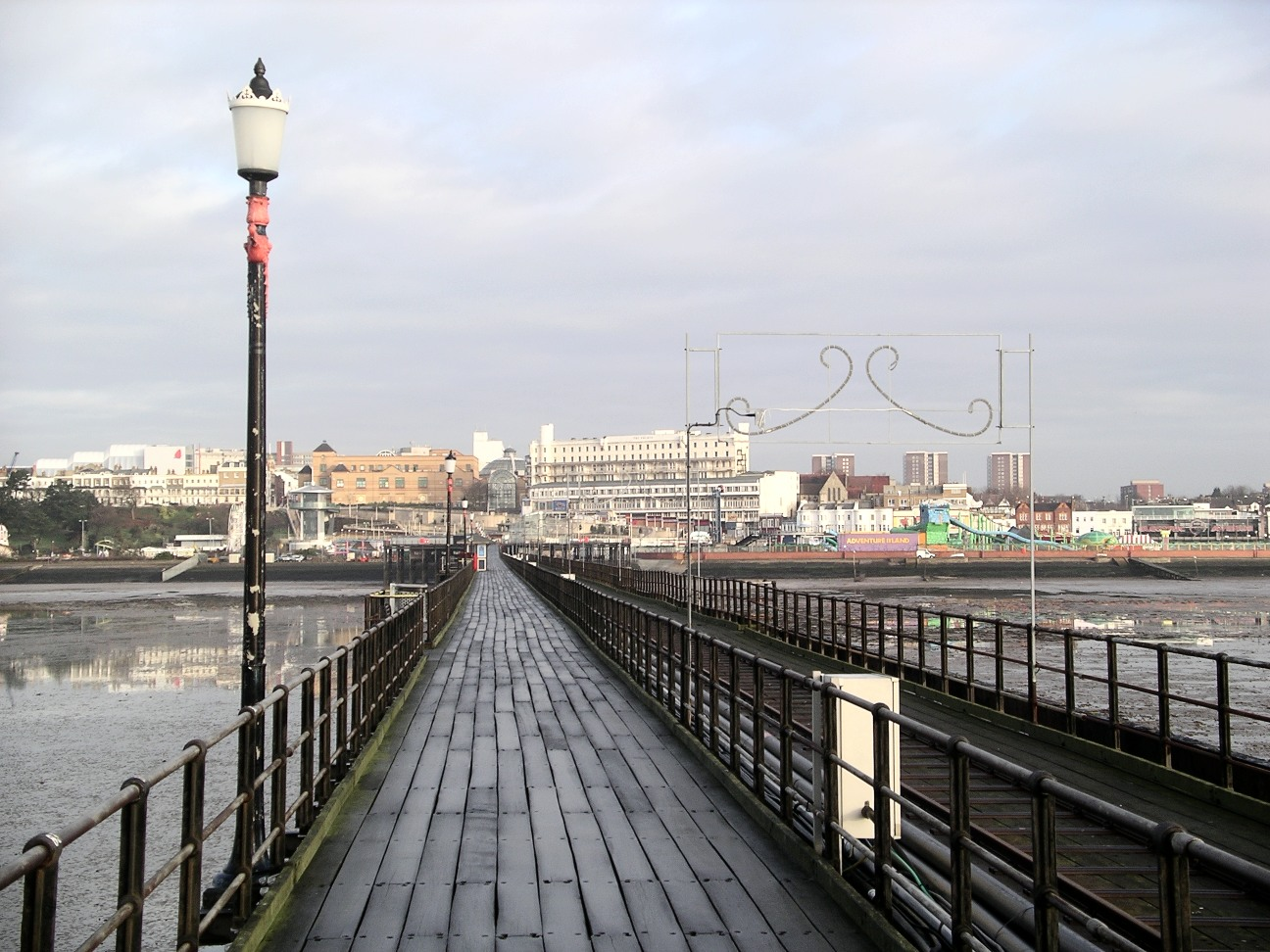
Southend-on-Sea depuis la jetée (Pier)

À Southend-on-Sea se trouve la plus longue Pier du monde (2 kilomètres de long).

## Sport
La ville de Southend-on-Sea compte un club professionnel de football : Southend United Football Club.

## Transport
La ville est desservie par l'aéroport de Londres Southend (SEN) situé à 4 km du centre-ville.

## Jumelage
La station balnéaire est jumelée avec celle de Sopot, située en Pologne.

## Personnalités liées à la commune
- David Amess, homme politique ;
- Kevin Bowyer, organiste ;
- James Bourne chanteur, cofondateur des groupes Son of Dork et Busted ;
- Gary Brooker et Robin Trower, membres du groupe de rock Procol Harum ;
- Peter Cook, architecte ;
- Danielle Dax, musicienne ;
- Nathalie Emmanuel, actrice ;
- Daniel Jones, musicien, cofondateur de Savage Garden ;
- Robert Lloyd, chanteur ;
- Spencer Prior, footballeur ;
- Lara Pulver, actrice ;
- Simon Schama, historien ;
- Rhys Webb et Joshua Hayward du groupe The Horrors.